# Prosopium abyssicola
Prosopium abyssicola es una especie de pez de la familia salmónidos.

## Morfología
Con la forma del cuerpo característica de los salmónidos, la longitud máxima descrita fue de 28 cm.

## Hábitat
Es un pez de agua dulce, de clima templado y demersal.

## Distribución geográfica
Se encuentra en América del Norte: es una especie endémica del lago Bear, en el sureste de Idaho y norte de Utah, en los Estados Unidos.

## Observaciones
Es inofensivo para los humanos.